# ۳-یوریدوپروپیونیک اسید
۳-یوریدوپروپیونیک اسید (به انگلیسی: 3-Ureidopropionic acid) با فرمول شیمیایی C4H8N2O3 یک ترکیب شیمیایی است. که جرم مولی آن ۱۳۲٫۱۲ گرم بر مول است. این ماده به شکل جامد با نقطه ذوب ۱۷۰ درجه سانتی گراد است و به طور کلی ترکیبی تحریک کننده به حساب می آید.
N-carbamoyl-beta-alanine یک مشتق بتا آلانین است که حاوی اسید پروپیونیک دارای یک گروه ureido در موقعیت 3 است. به عنوان یک متابولیت و یک متابولیت موش نقش دارد. از نظر عملکردی با اسید پروپیونیک مرتبط است. این یک اسید مزدوج از N-carbamoyl-beta-alaninate است.